# Good Time Charlie’s Got the Blues
Good Time Charlie’s Got the Blues – piosenka napisana i wykonywana przez folkowego piosenkarza Danny’ego O’Keefe’a z albumu O’Keefe z 1972 roku.
Piosenka została nagrana po raz pierwszy przez Danny’ego O’Keefe’a w 1967 ale niewydana.
Presley nagrał utwór 13 grudnia podczas sesji w dniach 10-16 grudnia 1973 dla RCA w the Stax Studios w Memphis, Tennessee.
Po raz pierwszy wersję Presleya wydano w albumie Good Times w 1974.